# Etelka Gerster
Etelka Gerster (Košice, 25 giugno 1857 – Pontecchio, 20 agosto 1920) è stata un soprano ungherese.
Etelka Gerster nacque a Košice (comitato di Abaúj-Torna del Regno d'Ungheria, attualmente in Slovacchia) nel 1855. Suo zio, il capitano Anton Gerster, combatté nella guerra civile americana; suo fratello, Árpád Geyza Gerster (1848-1923), divenne un celebre chirurgo.
Studiò al conservatorio di Vienna con Mathilde Marchesi e debuttò alla Fenice di Venezia nel 1876 come Gilda nell'opera Rigoletto, quindi fu a Marsiglia e Genova.
Nel 1877 si è esibita al Krolloper di Berlino, quindi al His Majesty's Theatre di Londra nelle opere La sonnambula, Lucia di Lammermoor. Rigoletto e Il flauto magico.
L'anno successivo fu a New York, dove ha cantato all'Academy of Music al fianco di Italo Campanini nelle opere Il talismano (di M.W. Balfe) e La traviata.
Sposò il suo impresario, il medico e giornalista Carlo Gardini, da cui ebbe due figlie: Elca, che sposerà il direttore d'orchestra Fritz Reiner, e Berta, che sarà moglie del tenore Walter Kirchhoff in prime nozze e dell'ex-marito della sorella maggiore in seconde nozze.
Etelka Gerster perse la sua voce intorno al 1889, poco dopo la nascita della figlia Berta, e non cantò mai più. Dal 1896 al 1917 insegnò canto a Berlino ("metodo Gerster").
Qui ebbe fra le sue allieve Lotte Lehmann, Julia Culp, Fanny Opfer, Ilona Durigo, Clara Butt, Susanne Dessoir, Birgit Engell, Mary Hagen, Lula Mysz-Gmeiner, Signe Rappe, Elisabeth Ohlhoff, Therese Behr-Schnabel, Ella Gmeiner, Else Knepel, Elise Kühne, Agnes Leydhecker, Jenny Dufau e Magda von Dulong.
Morì a Pontecchio nel 1920.